# Gottlieb Ludwig Heinrich von Gess
Gottlieb Ludwig Heinrich Gess, ab 1840 von Gess, (* 6. September 1792 in Göppingen; † 27. Dezember 1842 in Esslingen am Neckar) war ein württembergischer Oberamtmann.

## Leben und Beruf
Gottlieb Ludwig Heinrich Gess besuchte bis 1806 die Lateinschule in Neuenstadt, danach machte er eine Ausbildung als Schreiber. 1811 zog man ihn zum Militär ein, 1812 wurde er Leutnant beim 3. Infanterieregiment. Als Oberleutnant machte er die Feldzüge der Jahre 1813 bis 1815 mit, 1817 beendete er seinen Militärdienst. 1817 legte er seine Dienstprüfung beim Departement des Innern ab, von 1817 bis 1820 war er Sekretär beim Steuerkollegium. Von 1820 bis 1824 arbeitete er als Amtmann und Amtsschreiber in Köngen. Als Oberamtmann war er von 1824 bis 1831 beim Oberamt Geislingen und von 1831 bis 1842 beim Oberamt Besigheim tätig. 

## Ehrungen, Nobilitierung
Gottlieb Ludwig Heinrich von Gess wurde 1840 mit dem Ritterkreuz des Ordens der Württembergischen Krone ausgezeichnet, welches mit dem persönlichen Adelstitel (Nobilitierung) verbunden war.